# アーガス (カメラ)

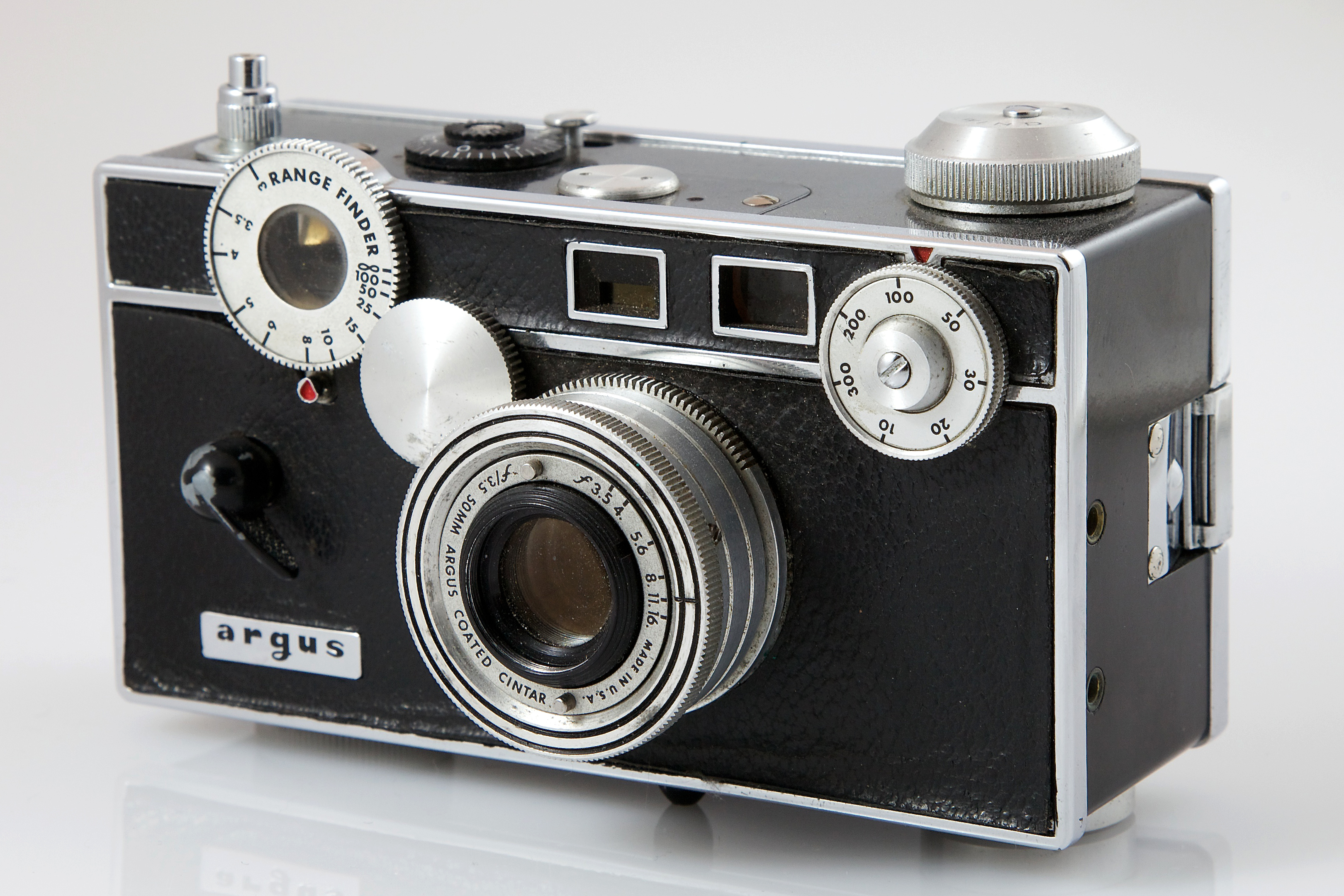
Argus C3

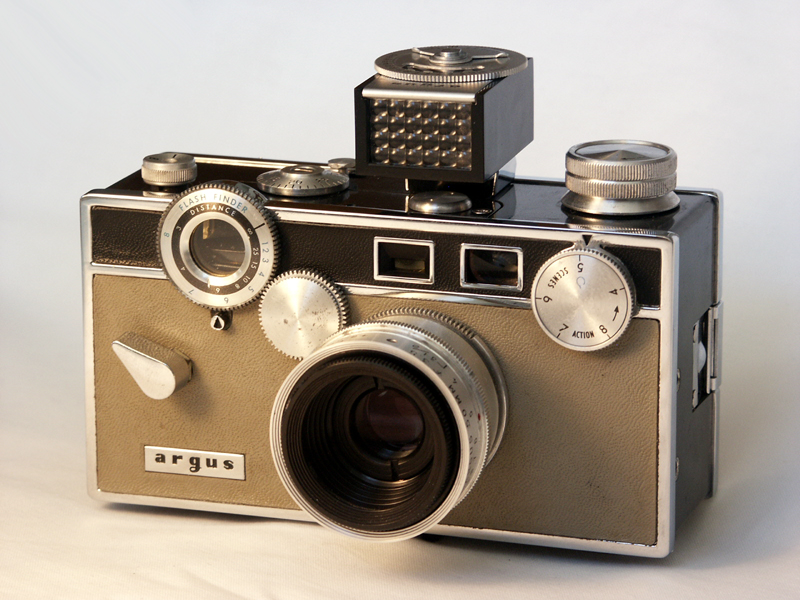
Argus C3 Matchmatic
『ハリー・ポッターと秘密の部屋』にも登場した。

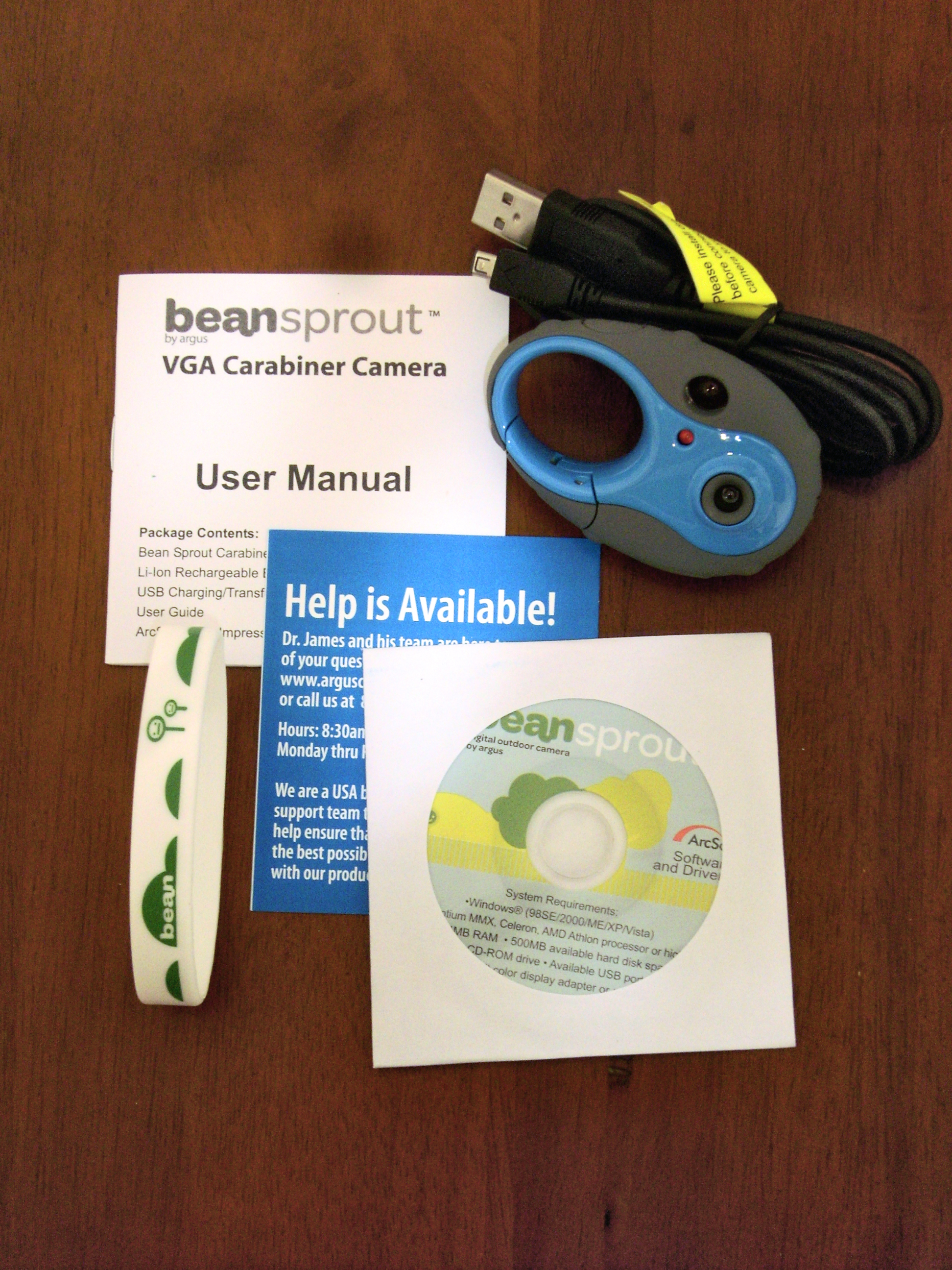
カラビナ式デジカメ「beansprout」（30万画素）。
後にLCD液晶付きの320万画素・500万画素も発売された。

アーガス（Argus Cameras, Inc.）は、アメリカ合衆国のカメラ及びそのブランド。

## 歴史
1929年からラジオを製造していたInternational Radio Company（IRC）がルーツ。1936年にカメラ（通称：Model A）の製造を開始し、社名もArgusとした。
「Univex Mercury」のUniversal Camera Corporation社（元々は映画用カメラメーカー）とは対照的に、アーガス社は一般大衆にフォーカスしていたメーカーという指摘がある。
戦後アメリカでコダック35とアーガスカメラとの猛烈な販売戦争があったという。
1987年、発祥地のミシガン州・アナーバーに、Argus Museumが開館した。
2012年現在、子供用デジタルカメラなどを発売している。